# Santander Jiménez
Santander Jiménez är en ort i Mexiko.   Den ligger i kommunen Jiménez och delstaten Tamaulipas, i den centrala delen av landet, 500 km norr om huvudstaden Mexico City. Santander Jiménez ligger 113 meter över havet och antalet invånare är 5 562.
Terrängen runt Santander Jiménez är platt. Runt Santander Jiménez är det mycket glesbefolkat, med 7 invånare per kvadratkilometer. Santander Jiménez är det största samhället i trakten. Trakten runt Santander Jiménez består i huvudsak av gräsmarker.